# Chico (Metal Gear)
Ricardo "Chico" Valenciano Libre è un personaggio della serie di videogiochi Metal Gear ideata da Hideo Kojima. Compare per la prima volta in Metal Gear Solid: Peace Walker e successivamente in Metal Gear Solid V: Ground Zeroes. Chico è un esperto di UMA (Unidentified Mysterious Animal) e un appassionato di storie riguardanti mostri, dinosauri e creature misteriose.

## Biografia
Chico e sua sorella Amanda sono figli del comandante degli FSLN e combattono insieme ad essi in difesa della loro causa. Nel 1974, quando Chico ha dodici anni, suo padre muore e Amanda diventa il nuovo comandante dei sandinisti, prendendosi cura nel frattempo del fratello, che si lamenta di essere trattato da lei come un bambino e non come un vero guerrigliero al pari degli altri compas. Questo fatto è causa di liti tra Chico e Amanda, al termine delle quali spesso Chico si allontana per un po' di tempo per restare da solo ed esplorare il territorio. Poco dopo il loro incontro con Big Boss, che li aveva contattati per ottenere informazioni per proseguire nella sua missione, Chico viene catturato da un Kidnapper (una piccola arma volante dotata di un gancio per afferrare le persone) e fatto prigioniero in un villaggio. Su richiesta di Amanda, Big Boss libera Chico, e gli propone di unirsi agli MSF (l'esercito di Snake) insieme a sua sorella. Chico raggiunge così la Mother Base (la base operativa degli MSF), e grazie alla sua conoscenza del territorio fornisce preziosi consigli a Snake, che gli permettono di infiltrarsi nelle basi nemiche.
Durante la sua permanenza alla Mother Base, Chico si innamora di Paz, una studentessa di sedici anni (in realtà una spia al servizio di Cipher). Quando la vede tentare di sabotare il Metal Gear ZEKE, non riesce a fermarla e scappa. Ciò sarà in seguito motivo di rimpianto per Chico: infatti, dopo che Paz è stata sconfitta da Snake e data per morta, Chico pensa che se invece di scappare avesse provato a fermarla e a parlarle, forse le cose sarebbero andate diversamente.
Qualche tempo dopo, durante gli eventi di Metal Gear Solid V: Ground Zeroes, giunge alla Mother Base la notizia che Paz è sopravvissuta e che si trova a Camp Omega, un campo di prigionia a sud di Cuba. Snake, preoccupato di come potrebbe reagire alla notizia, decide di mandare Chico da Amanda, che in quel momento si trova a L'Avana, con la speranza che, passando un po' di tempo con la sorella, si dimentichi di Paz; inoltre di lì a poco ci sarebbe stata l'ispezione dell'AIEA, ed era perciò meglio che Chico non fosse presente sulla Mother Base. Tuttavia, qualche giorno dopo Amanda fa sapere che la nave su cui viaggiava Chico era arrivata a destinazione, ma di lui non c'era traccia: infatti, approfittando di una sosta a Santiago de Cuba, Chico era scappato e si era incamminato verso Camp Omega con l'intento di salvare Paz; i cento chilometri che lo separano dalla meta non sono un problema per un abile scalatore come lui, e dopo tre giorni riesce a raggiungere la base. Qui però viene catturato e fatto prigioniero.
Insieme a Paz, viene torturato e interrogato da Skull Face, che lo costringe a registrare una richiesta d'aiuto da inviare a Snake per farlo cadere in trappola. Dopo essere stato liberato e portato in salvo su un elicottero da Snake, Chico gli consegna una cassetta audio che gli permette di trovare Paz e salvare anche lei. Durante il viaggio di ritorno verso la Mother Base, Chico si accorge di una cicatrice sulla pancia di Paz, all'interno della quale era stata nascosta una bomba. La bomba viene gettata in mare, ma nel corpo della ragazza ce n'era un'altra che, esplodendo, fa perdere al pilota il controllo dell'elicottero, che va a schiantarsi contro un altro elicottero. L'impatto causa la morte di Chico.